# در آن باشگاه
«در آن باشگاه» (به انگلیسی: In da Club) آهنگی است از خواننده رپ آمریکایی فیفتی سنت است که از اولین آلبوم استودیویی‌اش، یا بمیر یا پولدار شو منتشر شده‌است. این آهنگ توسط فیفتی سنت، دکتر دره و مایک الیزوندو نوشته شده و تحت لیبل افترمث اینترتینمنت منتشر شده است.
منتقدان این ترانه را تحسین کردند. در چهل و ششمین دوره جایزه گرمی، نامزد بهترین اجرای انفرادی رپ مردان و بهترین آهنگ رپ شد. موزیک ویدئوی در آ بهترین جوایز رپ و بهترین هنرمند جدید جوایز ویدئو موسیقی ام‌تی‌وی را در سال ٢٠٠٣ از آن خود کرد. در سال ۲۰۰۹، این آهنگ در شماره بیست‌و چهارم ۱۰۰ آهنگ داغ بیلبورد از دهه گوش داده میشد. آن آهنگ در شماره ۱۳اُم بهترین آهنگ‌های دههٔ رولینگ استون ذکر میشد. در سال ۲۰۱۰، این آهنگ در لیست ۵۰۰ ترانه برتر تمام اعصار رولینگ استون در جایگاه ۴۴٨اُم قرار گرفت. در نوامبر ٢٠٢٠ موزیک ویدیوی این آهنگ به بیش از ١ میلیارد بازدید در یوتیوب رسید و کیفیت آن در این رسانه به ۴کی ارتقا یافت.